# Orimarga neogaudens
Orimarga neogaudens är en tvåvingeart som beskrevs av Alexander 1945. Orimarga neogaudens ingår i släktet Orimarga och familjen småharkrankar. Inga underarter finns listade i Catalogue of Life.